# Jevrem Obrenović
Jevrem Obrenović (en serbe cyrillique : Јеврем Обреновић), né le 3 mars 1790 à Gornja Dobrinja près d’Užice et mort le 20 septembre 1856 à Manasija en Valachie, était une personnalité politique serbe. Il fut le représentant du Prince, l’équivalent d’un Premier Ministre, entre 1821 et 1826. 

## Biographie
Jevrem Obrenović est le frère de Miloš Obrenović, qui fut l’instigateur et le chef du second soulèvement serbe contre les Ottomans et Prince régnant de Serbie une première fois de 1817 à 1839. Il est également le grand-père du prince Milan IV Obrenović, qui devint roi de Serbie en 1882 sous le nom de Milan Ier.
Premier Ministre de son frère de 1821 à 1826, Jevrem Obrenović fut ensuite gouverneur de Šabac pendant 15 ans. Sous son administration, la ville se modernisa. Il fit construire des routes ; mais il fit aussi bâtir le premier hôpital et la première pharmacie de district de Serbie ; il favorisa aussi les Arts et les Lettres et améliora la vie quotidienne : on lui doit, paraît-il, les premières fenêtres munies de vitres de Serbie et le premier piano. 
En 1842, après l’arrivée au pouvoir du Prince Alexandre, qui appartenait à la dynastie des Karađorđević, rivale de celle des Obrenović, il dut s’exiler avec son frère Miloš en Valachie. Il mourut ainsi en exil à Manasija, ville qui, sous le nom de Mărăşeşti, est actuellement située en Roumanie.

## Note
1. ↑  Cf.  Site sur l’histoire de Šabac